# Hermanas de sangre
Hermanas de sangre es el tercer capítulo de la segunda temporada de la serie de televisión argentina Mujeres asesinas. Este episodio se estrenó el día 25 de abril de 2006.
Este episodio fue protagonizado por María Leal, Gloria Carrá y Emilia Mazer, en los papeles de las asesinas. También, contó con las actuaciones especiales de Manuel Vicente y del primer actor Juan Leyrado. Y con la participación de Juan West.[cita requerida]

## Desarrollo

### Trama
Carlos (Juan Leyrado) y Elvira (María Leal) nunca fueron la pareja ideal pero mantenían una estabilidad que les hacía sobrellevar su relación. Cuando le despiden a él, se ve el verdadero hastío de esa relación. Ella estaba harta de no ser escuchada, soñaba con cosas que sabía que jamás ocurrirían. Su marido estaba obsesionado con las carreras de caballos, y se mantenía ajeno a los sueños de esa mujer que para él era solo un adorno. Las horas muertas comienzan a acumularse creando odio y ambiciones. El clima se hace asfixiante. En la casa del fondo viven Yesi, la hermana de Elvira (Emilia Mazer), su pareja, Delia "La Colo" (Gloria Carrá) y Martín, el hijo de Yesi (Juan West). Yesi y La Colo no toleran el maltrato de Carlos hacia Elvira. Primero, la decisión de Elvira: divorciarse y con ella el peligro de quedar en la calle. Luego el despido de Carlos, acompañado de una jugosa indemnización. Todo esto lleva a las tres mujeres a elaborar un plan con torpeza para deshacerse de aquel hombre y quedarse con su dinero, pero el sonido del timbre les arruina los sueños. Lo matan dándole un hachazo en la espalda.

### Condena
La Colo fue condenada a 12 años de prisión. Yesi y Martín recibieron una condena de 5 años cada uno. Elvira fue condenada a 8 años de prisión, la culpa y los remordimientos los dejó en la casa que nunca fue suya. Cuando la trasladaron a la cárcel, sólo se llevó unos vestidos y docenas de corpiños.

## Elenco
- María Leal como Elvira
- Gloria Carrá como Delia (La Colo)
- Emilia Mazer como Yesi
- Juan Leyrado como Carlos
- Manuel Vicente
- Juan West como Martín

## Adaptaciones
- Mujeres asesinas (México): Las Garrido, codiciosas - Patricia Navidad, Galilea Montijo y Ana Brenda Contreras